# Discord and Harmony
Discord and Harmony er en amerikansk stumfilm fra 1914 af Allan Dwan.

## Medvirkende
- Murdock MacQuarrie som Felix
- Pauline Bush
- Allan Forrest
- James Neill
- Lon Chaney som Lon